# Wahlen in Sambia 2016
Am 11. August 2016 wurden allgemeine Wahlen in Sambia abgehalten. Gewählt wurden der Präsident und die Nationalversammlung Sambias. Parallel zu den Wahlen wurde ein Referendum abgehalten. Aus der Präsidentschaftswahl ging der seit 2015 als Präsident amtierende Edgar Lungu von der Patriotic Front (PF) knapp als Sieger hervor. Lungus Partei gewann auch die Wahl zur Nationalversammlung.

## Vorgeschichte

### Präsidentschaftswahl 2015
Am 28. Oktober 2014 verstarb im Alter von 77 Jahren der amtierende Präsident Sambias, Michael Sata, in einem Londoner Krankenhaus, in das er zwei Tage zuvor zur medizinischen Behandlung ausgeflogen worden war. Die Amtsgeschäfte des Präsidenten führte zunächst der bisherige Vizepräsident Guy Scott weiter. Durch den Tod des Staatsoberhaupts wurde eine vorzeitige Neuwahl notwendig. Nach innerparteilichen Auseinandersetzungen in der Regierungspartei Patriotic Front setzte sich der bisherige Verteidigungsminister Edgar Lungu als Kandidat durch. Er trat bei der vorgezogenen Präsidentschaftswahl am 20. Januar 2015 gegen den Oppositionskandidaten Hakainde Hichilema von der United Party for National Development (UPND) an und gewann die Wahl knapp mit 48,84 % gegenüber 47,16 % für Hichilema. Die Umstände der Wahl waren nicht unumstritten. Der unterlegene Hichilema und seine Anhänger räumten zwar die Wahlniederlage ein, warfen aber Lungu und der PF Wahlbetrug und Machtmissbrauch vor.
Im Wesentlichen wurde die Präsidentschaftswahl 2016 als Neuauflage der Wahl 2015 gesehen, da sich dieselben Hauptkandidaten und Parteien erneut gegenüberstanden. Es gab jedoch seit 2015 eine Reihe von Entwicklungen, die einen erneuten Wahlsieg Lungus unsicher erscheinen ließen. Insbesondere war die Wahlbeteiligung bei der Wahl 2015 mit 32,36 % sehr niedrig gewesen, da der Wahltermin in der Regenzeit lag. Letzteres war beim Wahltermin 2016 nicht der Fall. Die Wahl 2015 war auf Basis des Wählerregisters aus dem Jahr 2011 durchgeführt worden, während für 2016 ein neues Register erstellt wurde. Innerhalb der PF hatte es Uneinigkeiten gegeben und mehrere hochrangige PF-Funktionäre und innerparteiliche Gegner Lungus wechselten in das Lager der UPND, darunter der Ex-Vizepräsident Scott, Mulenga Sata, der Sohn des früheren Staatspräsidenten, Ex-Wirtschaftsminister Robert Sichinga und Miles Sampa, der ehemalige Haupt-Rivale Lungus innerhalb der PF.

### Verfassungsänderung 2016
Im Januar 2016 wurde die Verfassung Sambias durch einige Zusätze und neue Bestimmungen ergänzt bzw. verändert und im Juni 2016 wurde die Wahlordnung geändert.
Die Verfassungsänderungen stärkten insgesamt die exekutive Funktion des Präsidenten. Nach einer besonders umstrittenen neuen Bestimmung in Artikel 81(4) war dieser nun berechtigt, die Nationalversammlung aufzulösen, wenn diese „objektiv nicht in der Lage war, ihre legislativen Aufgaben vernünftig zu erfüllen“. Für die Wahl des Präsidenten war künftig die absolute Stimmenmehrheit erforderlich, während vorher die relative Mehrheit ausgereicht hatte. Wurde diese nicht erreicht, war ein zweiter Wahlgang erforderlich. Die Verfassungsänderung führte auch das Konzept des zusammen mit dem Präsidenten gewählten Vizepräsidenten (running mate) ein (Artikel 110). Zuvor war der Vizepräsident durch den Präsidenten ernannt worden.

## Kandidaten und Parteien

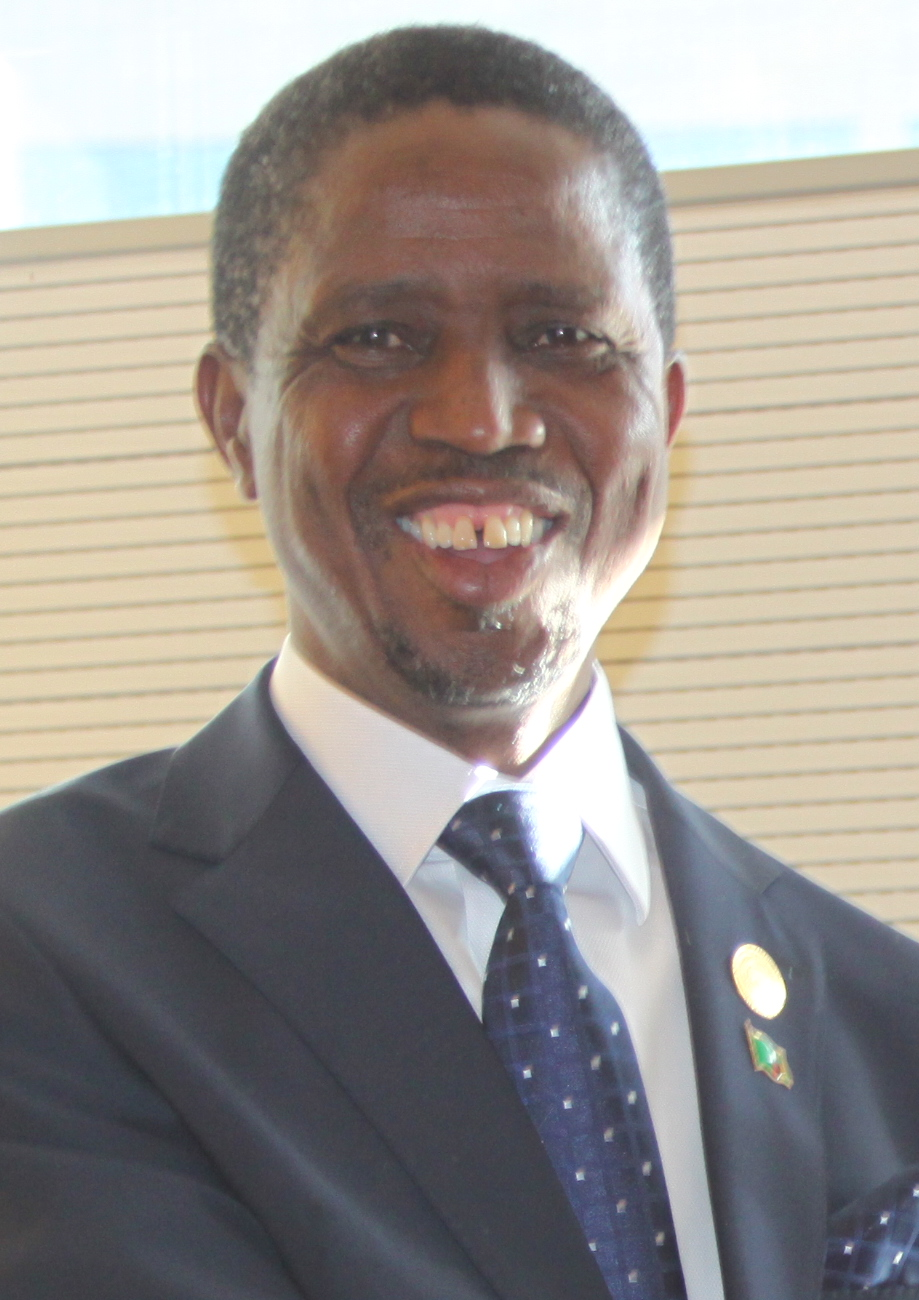
Edgar Lungu (2015)

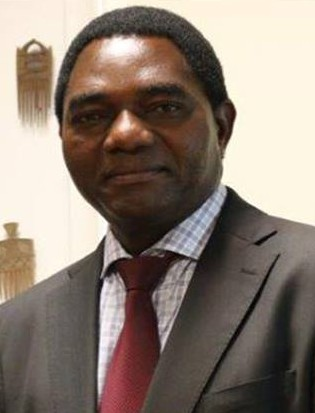
Hakainde Hichilema (2014)

Bei der Präsidentschaftswahl traten neun Kandidaten an. Die beiden Hauptkontrahenten Lungu und Hichilema wählen sich Vizepräsidenten-Kandidaten, die aus dem jeweiligen Landesteil stammten, in den die Kandidaten 2015 schwach abgeschnitten hatten. Zusammen mit Edgar Lungu trat Inonge Wina an, eine Lozi-Sprecherin aus dem Westen des Landes, und Vizepräsidentschaftskandidat an der Seite Hichilema wurde der Bemba-sprechende Geoffrey Mwamba aus dem Osten.
| Kandidat und Vize                                    | Unterstützende Partei                        |
| ---------------------------------------------------- | -------------------------------------------- |
| Kandidat: Edgar Lungu Vize: Inonge Wina              | Patriotic Front (PF)                         |
| Kandidat: Hakainde Hichilema Vize: Geoffrey Mwamba   | United Party for National Development (UPND) |
| Kandidat: Edith Nawakwi Vize: Clement Mwanza         | Forum for Democracy and Development (FDD)    |
| Kandidat: Andyford Banda Vize: Enock Tonga           | People’s Alliance for Change (PAC)           |
| Kandidat: Wynter Kabimba Vize: Cosmas Musumali       | Rainbow Party (RAINBOW)                      |
| Kandidat: Saviour Chishimba Vize: Sinanzeni Chuma    | United Progressive People (UPP)              |
| Kandidat: Tilyenji Kaunda Vize: Njekwa Ement Anamela | United National Independence Party (UNIP)    |
| Kandidat: Peter Sinkamba Vize: Clement Tafeni        | Green Party of Zambia (Greens)               |
| Kandidat: Maxwell Mwamba Vize: Rosemary Kabungo      | Democratic Assembly (DA)                     |

Für die Wahl zur Nationalversammlung ließen sich 13 politische Parteien registrieren. In den 156 Wahlkreisen traten insgesamt 651 Kandidaten an (darunter 106 Frauen, 16,3 %). PF und UPND stellten in nahezu jedem Wahlkreis einen Kandidaten auf, die FDD in 110 Wahlkreisen und die Rainbow Party in 110. Es kandidierten 110 Unabhängige – häufig Personen, die die Nominierung durch eine der großen Parteien verfehlt hatten. Die Wahlkommission hatte die Nominierungsgebühren für Kandidaten drastisch erhöht. Als Präsidentschaftskandidat waren 75.000 Kwacha (6.800 €) zu entrichten (zuvor 10.000 Kwacha, 900 €) und als Parlamentskandidat 10.000 Kwacha (900 €; zuvor 5.000 Kwacha, 450 €), was von vielen politischen Gruppierungen als abschreckend hoch kritisiert wurde.

## Internationale Beobachtermissionen und unabhängige Wahlüberwachung
Die Wahl wurde von mehreren internationalen Beobachtermissionen überwacht. Darunter befand sich eine Wahlbeobachtermission der Europäischen Union (EU EOM) unter Leitung der italienischen Europaparlamentsabgeordneten Cécile Kyenge. Die EU EOM umfasste 124 Personen aus den 28 EU-Mitgliedsstaaten sowie aus Norwegen und Kanada. Hinzu kamen eine aus 24 Teams bestehende Beobachtermission der Afrikanischen Union aus 23 afrikanischen Staaten unter dem nigerianischen Ex-Präsidenten Goodluck Jonathan (AUEOM), eine Beobachtermission des Commonwealth unter dem tansanischen Ex-Präsidenten Jakaya Kikwete, Missionen der Entwicklungsgemeinschaft des südlichen Afrika (SADC) der COMESA, der ICGLR, des EISA, u. a. m.
An einheimischen Organisationen überwachten bzw. beobachteten die Christian Churches Monitoring Group (CCMG), die Foundation for Democratic Process (FODEP), das Southern African Centre for Constructive Resolution of Disputes (SACCORD), Transparency International Zambia (TIZ), die Operation Young Vote (OYV) und Zambia National Women’s Lobby die Wahlen mit insgesamt ungefähr 10.000 Beobachtern.

## Wahlkampf
Die offizielle Wahlkampfperiode dauerte vom 16. Mai bis 10. August 2016.
Im Wahlkampf dominierten vor allem die Themen Wirtschaft und Infrastruktur. Nach Jahren des starken Wirtschaftswachstums befand sich Sambia seit 2014 in einer deutlichen Wirtschaftskrise und Rezession. Der Wertverlust des sambischen Kwacha, die gestiegenen Lebenshaltungskosten und Arbeitslosigkeit wurden von der Opposition zum größten Teil als Folge einer verfehlten Regierungspolitik dargestellt. Die PF-Regierung betonte dagegen die Notwendigkeit einer politischen Kontinuität und stellte ihre Investitionen in die Infrastruktur Sambias, insbesondere den Straßenbau, in den vorausgegangenen Jahren heraus. Der Wahlkampf verlief überwiegend geordnet und friedlich, aber es kam zu einigen Gewaltausbrüchen, weswegen die Wahlkommission den Wahlkampf in Lusaka und Namwala vom 9. bis 18. Juli 2021 zeitweilig suspendierte. Von den Wahlbeobachtermissionen wurde einhellig kritisiert, dass die staatlichen Medien keine unabhängige Berichterstattung lieferten, sondern einseitig im Sinne der Regierungspartei berichteten. Am 21. Juni 2021 wurde das Redaktionsbüro der regierungskritische Zeitung The Post von den Behörden geschlossen, mit der Begründung, dass Steuern nicht bezahlt worden seien. Kritisiert wurde auch die willkürliche Anwendung des Public Order Acts, mit dem die Polizei vorwiegend die Aktivitäten, den Bewegungsspielraum und die Versammlungsfreiheit von Oppositionspolitikern und deren Anhängern einschränkte.
Der Wahltag selbst und die anschließende Stimmauszählung verliefen nach dem Urteil der Wahlbeobachter ruhig und in geordneter Atmosphäre.

## Wahlmodus

### Wahlkreiseinteilung
| Provinz         | Wahlkreise | Änderung 2016 |
| --------------- | ---------- | ------------- |
| Zentralprovinz  | 016        | ▲1            |
| Copperbelt      | 022        | ▬             |
| Ostprovinz      | 019        | ▲1            |
| Luapula         | 015        | ▲1            |
| Lusaka          | 013        | ▲1            |
| Muchinga        | 010        | ▬             |
| Nordprovinz     | 013        | ▬             |
| Nordwestprovinz | 012        | ▬             |
| Südprovinz      | 018        | ▬             |
| Westprovinz     | 019        | ▲2            |
| Gesamt          | 156        | ▲6            |

Für die Wahl war Sambia in 156 Wahlkreise eingeteilt, in denen jeweils ein Abgeordneter in relativer Mehrheitswahl (first-past-the-post) gewählt wurde. Nach der Volkszählung 2010 hatte die sambische Wahlkommission entsprechend der geänderten Bevölkerungsverhältnisse die Neueinteilung Sambias von bisher 150 in neu 235 Wahlkreise vorgeschlagen. Dieser Vorschlag war jedoch nicht umgesetzt worden. Im Jahr 2016 erfolgte nur eine geringfügigere Änderung. Die Wahlkreise wurden neu nummeriert und sechs neue Wahlkreise wurden entsprechend der mittlerweile neu entstandenen Bezirke geschaffen: 13-Lufubu (Zentralprovinz), 53-Kapoche (Ostprovinz), 56-Chembe (Luapula), 72-Cherundu (Lusaka), 151-Nkeyema und 156-Sioma (beide Westprovinz). Auch nach dieser Revision wiesen die Wahlkreise sehr unterschiedliche Wählerzahlen auf, was durch die internationalen Wahlbeobachtermissionen als Verstoß gegen den Grundsatz des gleichen Stimmengewichts kritisiert wurde. Beispielsweise hatte der städtische Wahlkreis 80-Mandevu in der Provinz Lusaka 148.889 registrierte Wähler, während der ländliche Wahlkreis 13-Lufubu in der Zentralprovinz nur 9.080 registrierte Wähler aufwies – ein 16facher Unterschied. 8-Kapiri Mposhi in der Zentralprovinz hatte 103.986 und 119-Zambezi West in der Nordwestprovinz 12.067 Wähler. Mindestens 16 Wahlkreise wiesen weniger als 20.000 registrierte Wähler auf und sechs Wahlkreise hatten mehr als 100.000.

### Wahlregister
Das verwendete Wahlregister ging auf das Jahr 2005 zurück. Vor den Wahlen 2011 wurde das Register aktualisiert und biometrische Daten (Fingerabdrücke, Fotos) wurden zur Wähleridentifizierung eingeführt. Vor den jetzigen Wahlen waren 6.698.372 Personen im Register enthalten, was einer Zunahme gegenüber 2011 um 1.535.419 entsprach. Damit waren etwa 89 Prozent der projizierten wahlberechtigten Bevölkerung im Register erfasst. Ein internes Audit der Wahlkommission zeigte, dass 132.000 Registrierungsnummern doppelt vergeben waren, was anschließend korrigiert wurde. Es wurde geschätzt, dass das Register mehr als 700.000 Personen enthielt, die mittlerweile (seit 2005) verstorben waren. Insgesamt wurde das Wahlregister aber durch die Wahlbeobachtermissionen als weitgehend für die Wahlen tauglich und inklusiv bewertet.

## Ergebnisse

### Präsidentschaftswahl

Wahlkreismehrheiten bei der Präsidentschaftswahl

Am 15. August 2016 gab die sambische Wahlkommission die Ergebnisse der Präsidentschaftswahl bekannt und erklärte den amtierenden Präsidenten Lungu zum Sieger. Dieser hatte demnach 1.860.877 Stimmen (50,35 %) erhalten, während sein Herausforderer Hichilema auf 1.760.347 Stimmen (47,63 %) kam. Der Unterschied betrug lediglich 100.530 Stimmen. 85.795 Stimmen waren ungültig. Die Wahlbeteiligung lag bei 56,45 % (3.781.505 abgegebene Stimmen von 6.698.372 registrierten Wählern).
| Kandidat           | Partei  | Stimmen   | Prozent  |
| ------------------ | ------- | --------- | -------- |
| Edgar Lungu        | PF      | 1.860.877 | 50,35 %  |
| Hakainde Hichilema | UPND    | 1.760.347 | 47,63 %  |
| Edith Nawakwi      | FDD     | 24.149    | 0,65 %   |
| Andyford Banda     | PAC     | 15.791    | 0,43 %   |
| Wynter Kabimba     | RAINBOW | 9.504     | 0,26 %   |
| Saviour Chishimba  | UPP     | 9.221     | 0,25 %   |
| Tilyenji Kaunda    | UNIP    | 8.928     | 0,24 %   |
| Peter Sinkamba     | Greens  | 4.515     | 0,12 %   |
| Maxwell Mwamba     | DA      | 2.378     | 0,06 %   |
| Gesamt             | Gesamt  | 3.695.710 | 100,00 % |

### Wahl zur Nationalversammlung

Wahlkreisgewinner bei der Wahl zur Nationalversammlung

An der Wahl zu Nationalversammlung beteiligten sich 3.752.879 (56,03 %) der 6.698.372 registrierten Wähler. 92.044 Stimmen wurden als ungültig bewertet.
| Partei | Partei                                       | Mandate | in %    | Änderung zu 2011 |
| ------ | -------------------------------------------- | ------- | ------- | ---------------- |
|        | Patriotic Front (PF)                         | 080     | 051,3 % | ▲20              |
|        | United Party for National Development (UPND) | 058     | 037,2 % | ▲30              |
|        | Movement for Multi-Party Democracy (MMD)     | 03      | 01,9 %  | ▼52              |
|        | Forum for Democracy and Development (FDD)    | 01      | 00,6 %  | ▬                |
|        | Unabhängige (IND)                            | 014     | 09,0 %  | ▲11              |
| Gesamt | Gesamt                                       | 156     | 100,0 % | ▲6               |

Unter den 156 gewählten Abgeordneten befanden sich 25 Frauen (16,0 %).

## Ereignisse nach der Wahl, Bewertungen und Analysen
Lungu hatte die Wahl mit 100.530 Stimmen Abstand zu Hichilema gewonnen. Dies waren mehr als die 27.757 Stimmen Abstand bei der letzten Wahl 2015, jedoch lag Lungu nur 13.022 Stimmen oberhalb der 50-Prozent-Grenze, die erst seit der Wahl 2016 galt. Aus der Wahl zur Nationalversammlung ging die PF als deutlicher Sieger hervor. Sie gewann die Mehrheit der Wahlkreise in der bevölkerungsreichen Provinz Copperbelt, in der Hauptstadt Lusaka und den gesamten Osten des Landes. Die oppositionelle UPND konnte ebenfalls deutlich zulegen und verdoppelte ungefähr ihren Mandatsanteil, während die langjährige (1991–2011) Regierungspartei MMD einen regelrechten Absturz in die Bedeutungslosigkeit erlebte. Beim Wählervotum zeigte sich eine deutliche ethnische Spaltung. Der überwiegend Bemba sprechende Osten wählte Lungu und die PF, der überwiegend Chitonga und Lozi sprechende Westen Hichilema und die UPND.

### Erfolglose Anfechtung der Wahl durch die Opposition
Nach Bekanntgabe des Wahlergebnisses erklärte der unterlegene Haupt-Oppositionskandidat Hakainde Hichilema, dieses nicht anerkennen zu wollen. Die UPND focht die Wahl am 19. August 2021 vor Gericht an, mit der Begründung, dass die gesetzlichen Bestimmungen der Wahlordnung nicht eingehalten worden seien. Die Argumentation berief sich vor allem auf die nach Ansicht der Opposition einseitige Medienberichterstattung, die ungleichen Rahmenbedingungen im Wahlkampf und vermeintliche Unregelmäßigkeiten bei der Stimmenauszählung. Bei Unruhen und Demonstrationen in der Südprovinz wurden am 22. August 2021 etwa 300 UPND-Anhänger verhaftet. Die staatliche Rundfunkaufsichtsbehörde suspendierte die Rundfunklizenzen von drei privaten Sendern, die der Opposition nachstanden. Die Anfechtung der Wahl durch die UPND wurde am 5. September 2021 aus prozeduralen Gründen abgewiesen. Das damit befasste Gericht erklärte sich für nicht zuständig, die 14-Tages-Frist, innerhalb derer Beschwerden eingereicht werden konnten, zu verlängern. Damit kam die Klage aufgrund von Fristablauf nicht zur Anhörung vor dem Verfassungsgericht.

### Die Wahl im Urteil der Wahlbeobachter
Die internationalen Beobachtermissionen kamen übereinstimmend zum Urteil, dass die Wahl durch die sambische Wahlkommission weitgehend professionell und kompetent durchgeführt worden war. Der ganz überwiegend friedliche und geordnete Ablauf wurde ebenfalls anerkennend und als Ausdruck der verhältnismäßig weit entwickelten demokratischen Kultur Sambias beurteilt. Eine Reihe von Aspekten wurde jedoch auch deutlich kritisiert:
- die unausgewogene Berichterstattung der staatlichen Medien zugunsten der Regierung
- die Verwendung staatlicher Ressourcen für den Wahlkampf der Regierungspartei
- das Fehlen eines transparenten Systems der Parteien- und Wahlkampffinanzierung
- die sehr ungleichen Wählerzahlen pro Wahlkreis
- die nach internationalen Maßstäben geringe Teilhabe von Frauen an der politischen Macht.